# یونجالو (مراغه)

## نگارخانه

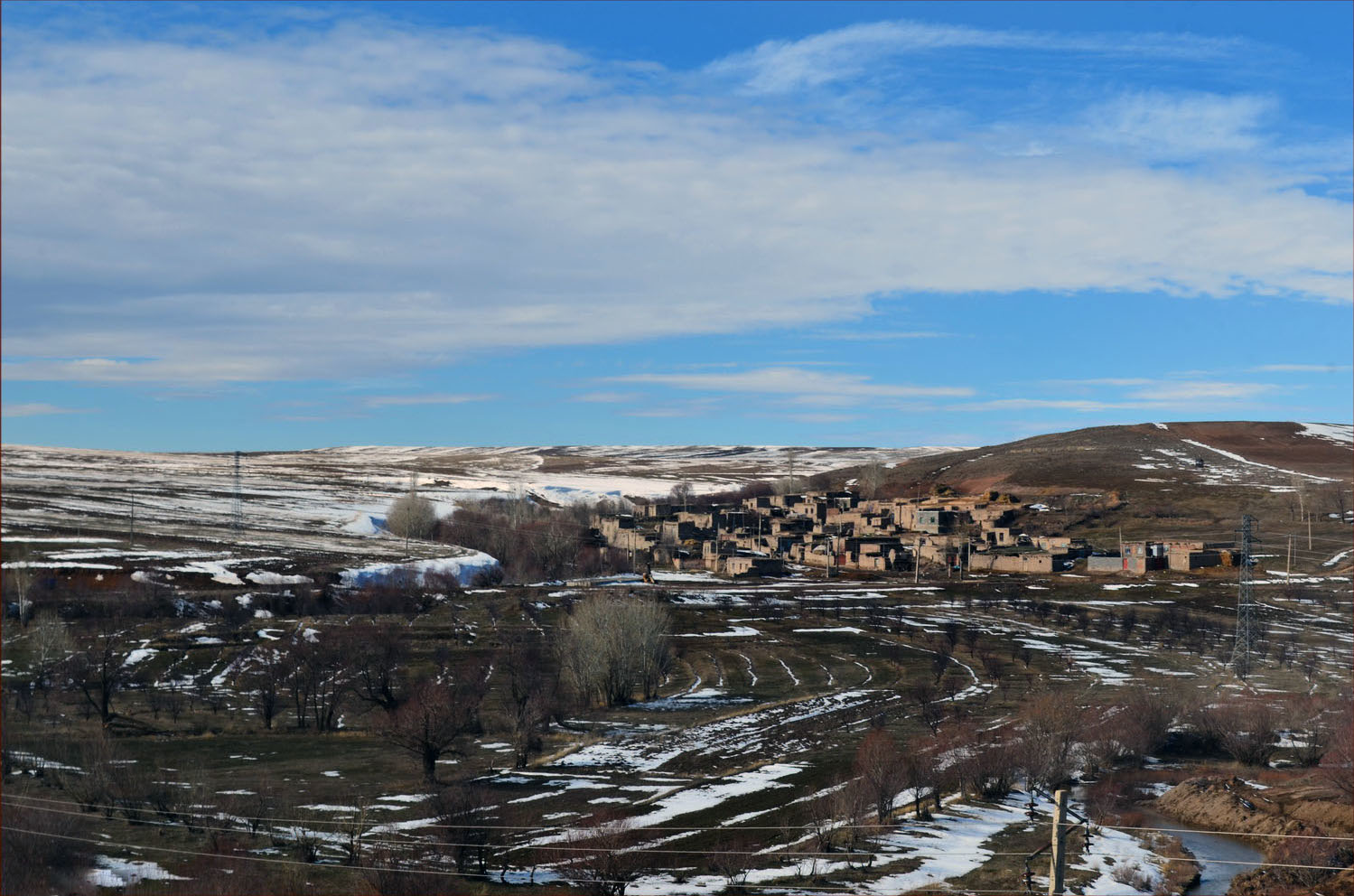
روستای یونجالو در زمستان

یونجالو یکی از روستاهای استان آذربایجان شرقی است که در دهستان سراجوی شرقی بخش سراجو شهرستان مراغه واقع شده‌است.
روستای یونجالی در ۳۵ کیلومتری مراغه و در ۳۰۰ متری جاده مراغه-هشترود واقع شده‌است.

روستای یونجالو در فصل بهار